# Kočar
Kočar je priimek več znanih Slovencev:
- Borut Kočar, jazz-glasbenik
- Franc Kočar (1929—1995), rudarski strokovnjak
- Magda Kočar (1921—?), političarka...?
- Majda Kočar (*1957), slikarka in kantavtorica (pesnica)
- Marko Kočar (*1958), prleški pesnik in glasbeni bedesilopisec
- Matjaž Kočar (*1960), veterinar, politik
- Simona Kočar, plesalka
- Stanislav Kočar (1920—1945/54?), nogometaš in partizan
- Tomo Kočar (*1968), pisatelj, pravljičar